# 86 (szám)
A 86 (római számmal: LXXXVI) a 85 és 87 között található természetes szám.

## A szám a matematikában
A tízes számrendszerbeli 86-os a kettes számrendszerben 1010110, a nyolcas számrendszerben 126, a tizenhatos számrendszerben 56 alakban írható fel.
A 86 páros szám, összetett szám, azon belül félprím, kanonikus alakban a 21 · 431 szorzattal, normálalakban a 8,6 · 101 szorzattal írható fel. Négy osztója van a természetes számok halmazán, ezek növekvő sorrendben: 1, 2, 43 és 86.
Nontóciens szám és nonkotóciens szám.
Mivel található olyan 86 egymást követő egész szám, amelynél minden belső számnak van közös prímtényezője akár az első, akár az utolsó taggal, a 86 Erdős–Woods-szám.
Palindromszám és repdigit a következő számrendszerekben: 6 (2226) és  42 (2242).
Boldog szám.
Szerepel a Padovan-sorozatban a 37, 49, 65 után (az első kettő összege).
Egy sejtés szerint a 86 a legnagyobb n egész szám, amire a 2n tízes számrendszerbeli alakja nem tartalmaz 0 számjegyet.
A 86 egyetlen szám valódiosztó-összegeként áll elő, ez a 166.
A 86 négyzete 7396, köbe 636 056, négyzetgyöke 9,27362, köbgyöke 4,414, reciproka 0,011628. A 86 egység sugarú kör kerülete 540,35394 egység, területe 23 235,21927 területegység; a 86 egység sugarú gömb térfogata 2 664 305,142 térfogategység.
A 86 helyen az Euler-függvény helyettesítési értéke 42, a Möbius-függvényé 1, a Mertens-függvényé −2.

## A szám mint sorszám, jelzés
A periódusos rendszer 86. eleme a radon.

## A szám a populáris kultúrában
- A szám neve az angol nyelvű szlengben igeként (to eighty-six) is jelen van, és olyasmi jelentései vannak, mint elutasítani valamit, megszabadulni valamitől. Eredetileg – már az 1930-as évektől kezdve – vendéglátóipari szlengkifejezés volt, és egy vendég kiszolgálásának megtagadására, vagy egy fogásnak az étlapról való levételére vonatkozóan használták. Később már kissé tágabb értelemben is alkalmazni kezdték, például sportcsapat bajnokságból való kiejtésére utalva, a 21. századi amerikai szlengben pedig már erőszakos cselekedet képzetét is társíthatják hozzá.[9][10]